# Туличев
Ту́личев (укр. Туличів) — село в Турийской поселковой общине Ковельского района Волынской области Украины.
До 2020 года входило в Турийский район.
Код КОАТУУ — 0725587601. Население по переписи 2001 года составляет 368 человек. Почтовый индекс — 44850. Телефонный код — 3363. Занимает площадь 2,242 км².